# Ōtsu-juku

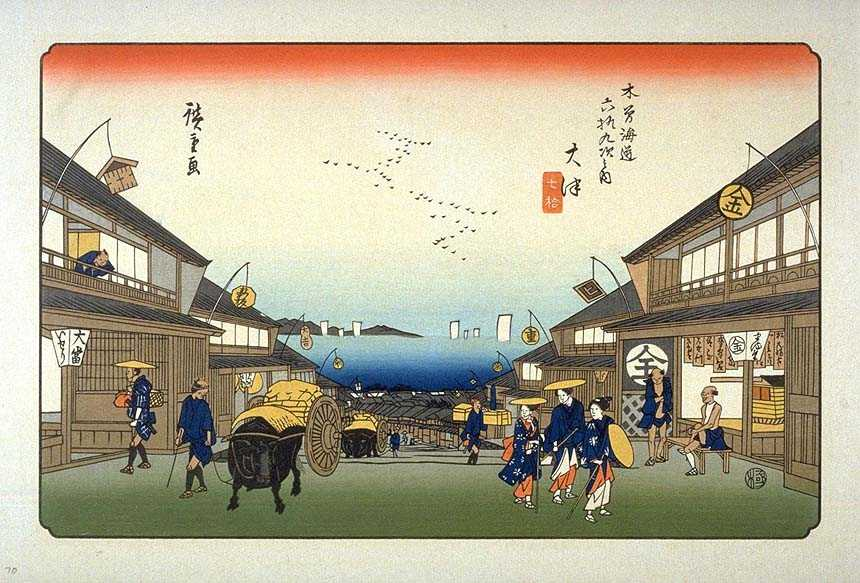
Ōtsu-juku, estampe de Hiroshige de la série Les Soixante-neuf Stations du Kiso Kaidō.

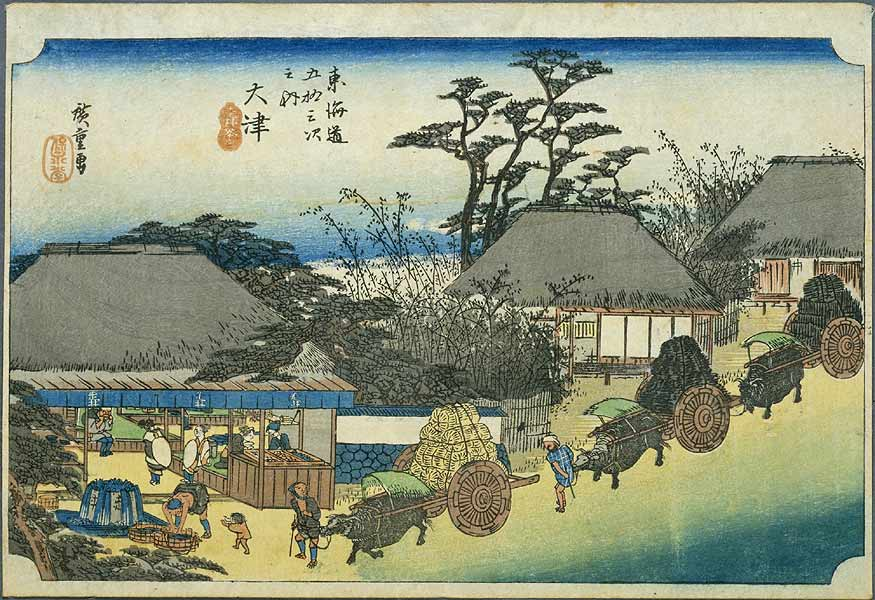
Ōtsu-juku dans les années 1830, estampe de Hiroshige de la série Les Cinquante-trois Stations du Tōkaidō.

Ōtsu-juku (大津宿, Ōtsu-juku) était la dernière des soixante-neuf stations du Nakasendō et aussi la dernière des cinquante-trois stations du Tōkaidō. Elle était éloignée de 14 km de la précédente station, Kusatsu-juku et se trouvait dans la province d'Ōmi. Elle est à présent située dans la ville moderne d'Ōtsu, préfecture de Shiga au Japon.

## Histoire
Ōtsu-juku était une étape relativement importante qui comptait approximativement 350 foyers, deux honjin, une honjin secondaire et 71 auberges pour les autres voyageurs.

## Stations voisines
Ōsaka Kaidō (extension du Tōkaidō)
Kusatsu-juku – Ōtsu-juku – Fushimi-juku